# Nagy Mihály (ügyvéd)
Nagy Mihály (Tolna, 1860. január 8. – Budapest, 1918. július 15.) a jog- és államtudományok doktora, ügyvéd, főispán, országgyűlési képviselő, városi képviselő.

## Élete
A gimnáziumot Pécsett és Kecskeméten, a jogot Budapesten végezte. 1884-ben önkéntes és a 32. gyalogezredben hadnagy lett. 1885-ben jogi doktorrá, 1886-ban az államtudományok doktorává avatták. Azután Pest megyénél közigazgatási gyakornok és megyei tiszteletbeli aljegyző lett; ügyvédi diplomát ugyanezen évben nyert Budapesten. 1888-ban igazságügyminiszteri segédfogalmazóvá, 1889-ben kecskeméti királyi alügyésszé, 1894-ben kecskeméti királyi törvényszéki bíróvá és vizsgálóbíróvá nevezték ki. Az 1896-ban megtartott általános képviselőválasztáskor a néppárti Zichy Nándor gróf, a függetlenségi és 48-as Bartók Lajos és a Kossuth-párti Rapcsányival szemben nem nyert abszolút többséget. A pótválasztás alkalmával 58 szótöbbséggel szabadelvű programmal legyőzte a néppártot. 1901-ben hasonlóképp pótválasztás útján nyert mandátumot Rapcsányi függetlenségivel szemben. Az igazságügyi bizottság tagja volt. 1905. december 25-én kinevezték Szeged, és ideiglenesen Hódmezővásárhely úgynevezett "darabont" főispánjává, mely tisztséget hivatalosan 1906. április 19-ig töltötte be anélkül, hogy - a két város tanácsnak tagjainak ellenállása miatt - bármilyen érdemi intézkedést tett volna.
Cikke a Kecskeméti Lapokban (1878. 46., 47. sz. Emlékbeszéd Katona József sirjánál: többet írt a Büntetőjog Tárába).

## Munkája
- Kiadatási eljárás, különös tekintettel Magyarországnak és Ausztriának a többi államokhoz való viszonyára. Irta s a vonatkozó szerződések- és rendeletekkel összeállította. Kecskemét. 1895. (Ism. Budapesti Hirlap 248. sz.)

Országgyűlési beszédei a Naplókban vannak; ilyenek a hágai nemzetközi szerződés beczikkelyezéséről szóló törvényjavaslat előadói beszéde, az 1900. igazságügyi költségvetésről.
Szerkesztette a Kecskeméti Lapok c. politikai hetilapot 1897. február 28-tól és melléklapját a Kecskeméti Friss Ujság c. vegyes tartalmú napilapot 1900-tól (ifj. Tóth Istvánnal együtt).

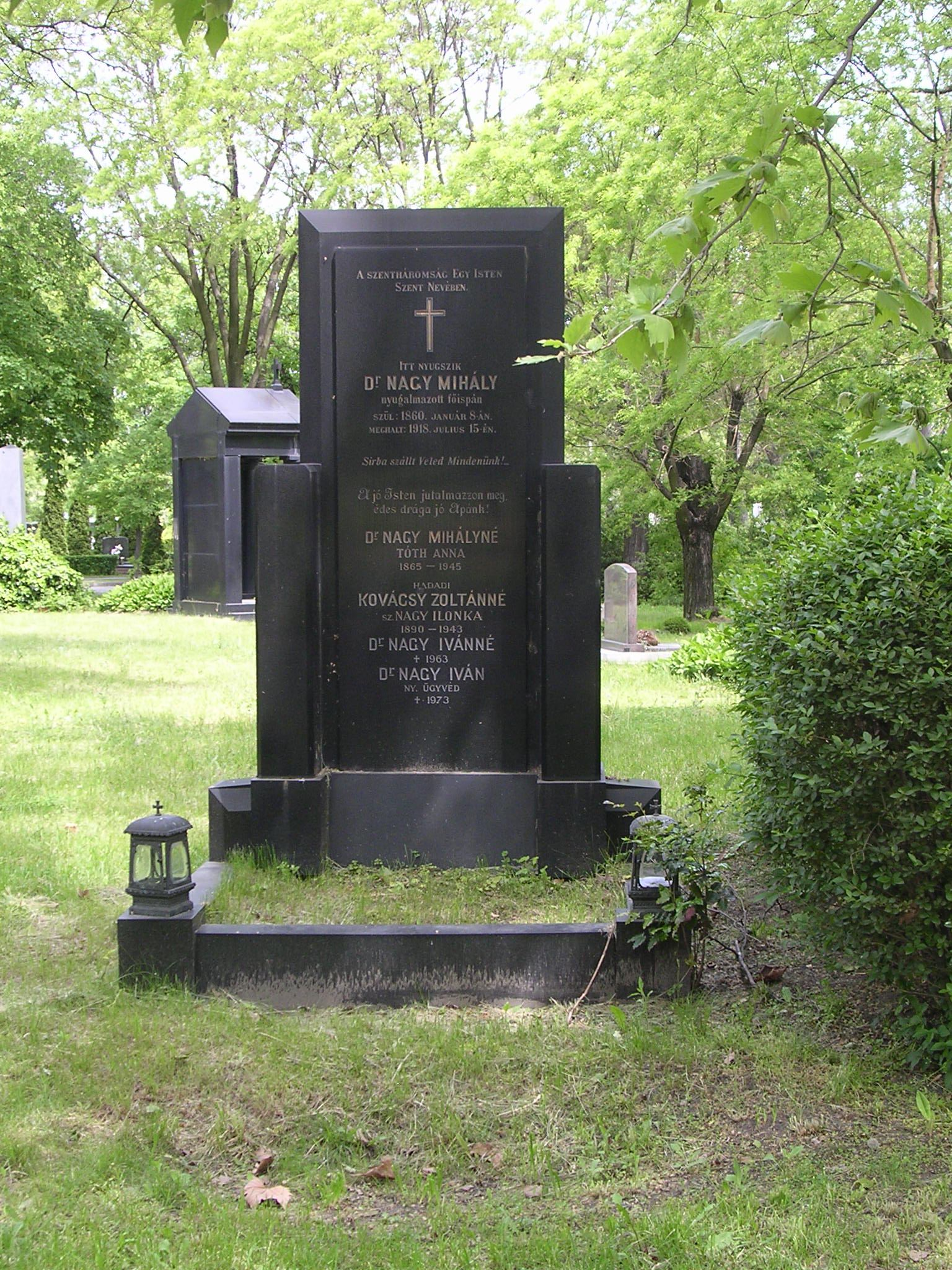
Sírja a Fiumei úti sírkertben (27/2-1-15)